# Болеслав Комінек
Боле́слав Комінек (пол. Bolesław Kominek; 23 грудня 1903, Радлін II, Німецька імперія (нині — Водзіслав-Шльонський, Сілезьке воєводство, Польща) — 10 березня 1974, Вроцлав, ПНР) — польський кардинал. Титулярний єпископ Софене з 26 квітня 1951 по 1 грудня 1956. Титулярний єпископ Ваги з 1 грудня 1956 по 19 березня 1962. Архієпископ Вроцлава з 28 червня 1972 по 10 березня 1974. Кардинал-священик з титулом церкви Санта-Кроче-ін-віа-Фламінія з 5 березня 1973 року.